# Leopold van Sasse van Ysselt
Leopold Frans Jan Jacob Joseph van Sasse van Ysselt (Boxmeer, 2 september 1778 - Den Haag, 21 maart 1844) was een Nederlands edelman en parlementariër. In deze functie maakte hij zich sterk voor de rechten van katholieken en een betere relatie met de zuidelijke Nederlanden. Hij was de vader van de politicus Louis van Sasse van Ysselt.

## Leven en werk
Van Sassen was eigenaar van een landgoed in Boxmeer. Vanaf 1808 was hij jachtofficier van de koning in het departement Brabant. In 1814-1815 was hij lid Staten-Generaal der Verenigde Nederlanden. Vanaf 1814 was hij lid van de ridderschap Brabant. Hij was vanaf 1815 enige malen lid van de Tweede Kamer der Staten-Generaal. Als volksvertegenwoordiger verzette hij zich meerdere malen tegen de begrotingsvoorstellen in het parlement. Hij was voor de aansluiting van Noord-Brabant bij de Zuidelijke Nederlanden, maar keerde zich desondanks tegen de Belgische opstand in 1830.
Van Sassen was gehuwd en had tien kinderen (twee dochters en acht zonen).